# Малък ледников период
Малкият ледников период е климатично явление, характерно за Северното полукълбо и заменило предходния Средновековен топъл период. Обичайно се счита, че започва през 16 век и продължава до средата на 19 век, макар някои експерти да смятат, че той започва още през 14 век.
Малкият ледников период има три минимума – през 1650 г., 1770 г. и 1850 г., и трите отделени от кратки периоди на затопляне.
Последните физико-химични изследвания и историко-климатични проучвания сочат, че малкия ледников период не е бил глобален феномен, а по-скоро евразийски. Предложени са няколко причини за възникването му: циклични падове в слънчевото излъчване, повишена вулканична активност, промени в океанските течения, вариации в земната орбита и наклон на оста, вродена променливост на глобалния климат.